# Cleorodes impuncta
Cleorodes impuncta är en fjärilsart som beskrevs av Barend J. Lempke 1952. Cleorodes impuncta ingår i släktet Cleorodes och familjen mätare. Inga underarter finns listade i Catalogue of Life.